# Destroyer (álbum de Kiss)
Destroyer es el cuarto álbum de estudio de la banda Kiss, lanzado el 15 de marzo de 1976. 
Fue el segundo disco consecutivo de Kiss en llegar al Top 20 en Estados Unidos, además de asegurarse el primer puesto en Alemania y Nueva Zelanda.  Fue producido por Bob Ezrin, reconocido por su trabajo con bandas como Pink Floyd y con solistas como Alice Cooper. 
Destroyer es también el primer álbum de Kiss en contar con apoyo de músicos extra, entre los que se encuentra la New York Philharmonic-Symphony Orchestra, además de un músico que no fue acreditado: Dick Wagner, el cual era parte de la banda de Alice Cooper, y que reemplazó a Ace Frehley en canciones como "Sweet Pain" (en la que Ace rehusó grabar porqué no quería interrumpir un juego de cartas que estaba llevando a cabo durante la grabación del corte) y "Flaming Youth", un tema que el mismo Ace coescribió. Además Wagner tocó la guitarra acústica en la canción "Beth".

## Antecedentes
Tras el éxito y llegada a la fama de Kiss con su disco Alive!, Destroyer se convirtió en una de sus producciones más ambiciosas y elaboradas de la década de los 70.

## Recepción
El éxito que tuvo Kiss con Alive! y Destroyer hizo que la banda se embarcara en su primer tour europeo.
El álbum fue certificado Disco de Oro el 22 de abril del mismo año y Disco de Platino el 11 de noviembre de 1976 "Muchos otros álbumes de KISS en la base de datos están lejos de los números que KISS ha considerado largamente. Sin embargo, es improbable, a esta altura, que tanto KISS como Universal vuelvan a certificar el catálogo. ¡Al final, los números no deberían afectar tu opinión acerca de la banda!".

## Legado
En 2003 el álbum fue colocado en la posición 496 en la lista de la revista Rolling Stone de los 500 más grandes discos de la historia. Luego, en una revisión de 2012 de la misma revista, el disco ocupó el puesto 489.

## Lista de canciones
| Lado 1 |                                |                                                   |               |          |  |
| N.º    | Título                         | Escritor(es)                                      | Voz principal | Duración |  |
| 1.     | «Detroit Rock City»            | Paul Stanley, Bob Ezrin                           | Paul Stanley  | 5:19     |  |
| 2.     | «King of the Night Time World» | Kim Fowley, Mark Anthony, Paul Stanley, Bob Ezrin | Paul Stanley  | 3:21     |  |
| 3.     | «God of Thunder»               | Paul Stanley                                      | Gene Simmons  | 4:17     |  |
| 4.     | «Great Expectations»           | Gene Simmons, Bob Ezrin                           | Gene Simmons  | 4:21     |  |

| Lado 2 |                     |                                                    |                             |          |  |
| N.º    | Título              | Escritor(es)                                       | Voz principal               | Duración |  |
| 1.     | «Flaming Youth»     | Ace Frehley, Paul Stanley, Gene Simmons, Bob Ezrin | Paul Stanley                | 2:59     |  |
| 2.     | «Sweet Pain»        | Gene Simmons                                       | Gene Simmons                | 3:20     |  |
| 3.     | «Shout It Out Loud» | Gene Simmons, Paul Stanley, Bob Ezrin              | Paul Stanley & Gene Simmons | 2:53     |  |
| 4.     | «Beth»              | Peter Criss, Stan Penridge, Bob Ezrin              | Peter Criss                 | 2:45     |  |
| 5.     | «Do You Love Me?»   | Kim Fowley, Paul Stanley, Bob Ezrin                | Paul Stanley                | 4:57     |  |

## Personal
- Paul Stanley: Guitarra rítmica, líder vocal y coros
- Gene Simmons: Bajo, líder vocal y coros
- Ace Frehley: Guitarra solista y coros
- Peter Criss: Batería, líder vocal y coros

### Músicos adicionales
- Dick Wagner: Guitarra solista (en 5 & 6), guitarra acústica en "Beth" (sin acreditar)
- David Ezrin: Voces en "God Of Thunder"
- Josh Ezrin: Voces en "God Of Thunder"
- Nueva York Philharmonic Symphony Orchestra (sin acreditar)

## Posicionamiento y certificaciones

### Álbum
| Listas                       | Posición |
| ---------------------------- | -------- |
| Suecia                       | 4        |
| Australia                    | 6        |
| Canadá                       | 6        |
| Estados Unidos Billboard 200 | 11       |
| Nueva Zelanda                | 16       |
| Japón                        | 17       |
| Reino Unido                  | 22       |
| Noruega                      | 25       |

### Sencillos
| Año  | Canción             | Posición              | Posición               | Posición                                   | Posición              | Posición                 | Posición                  |
| Año  | Canción             | Billboard Pop Singles | Canadian Singles Chart | Media Control Charts\|German Singles Chart | Swedish Singles Chart | Australian Singles Chart | New Zealand Singles Chart |
| ---- | ------------------- | --------------------- | ---------------------- | ------------------------------------------ | --------------------- | ------------------------ | ------------------------- |
| 1976 | "Shout It Out Loud" | 31                    | 1                      | 32                                         | 16                    | 45                       | 40                        |
| 1976 | "Flaming Youth"     | 74                    | 73                     | –                                          | –                     | –                        | –                         |
| 1976 | "Detroit Rock City" | –                     | –                      | 14                                         | –                     | –                        | –                         |
| 1976 | "Beth"              | 7                     | 5                      | –                                          | –                     | 79                       | –                         |

### Certificaciones
| Empresa Certificadora | Certificación  | Ventas    |
| --------------------- | -------------- | --------- |
| RIAA (U.S.)           | Triple Platino | 3 000 000 |

### Listas de revistas
| Publicación   | País | Ranking                                                      | Año  | Posición |
| ------------- | ---- | ------------------------------------------------------------ | ---- | -------- |
| Rolling Stone | U.S. | Los 500 grandes álbumes de todos los tiempos                 | 2003 | 496      |
| Blender       | U.S. | Los 100 grandes álbumes norteamericanos de todos los tiempos | 2002 | 50       |